# Kanton Grasse-Nord
Kanton Grasse-Nord (fr. Canton de Grasse-Nord) je francouzský kanton v departementu Alpes-Maritimes v regionu Provence-Alpes-Côte d'Azur. Tvoří ho pouze severní část města Grasse.